# Oleg Kuleszow
Oleg Michajłowicz Kuleszow (ros. Олег Михайлович Кулешов; ur. 15 kwietnia 1974 w Omsku) – rosyjski piłkarz ręczny, reprezentant Rosji, a wcześniej ZSRR. Gra na pozycji środkowego rozgrywającego. Obecnie występuje w Bundeslidze, w drużynie VfL Gummersbach. W 2004 roku zdobył brązowy medal igrzysk olimpijskich.

## Kluby
- Sdiuszor Omsk
- Kaustik Wolgograd
- 1999-2007  SC Magdeburg
- 2007-  VfL Gummersbach

## Sukcesy

### reprezentacyjne

#### Mistrzostwa Świata
- (1997)

#### Mistrzostwa Europy
- (1996)
- (2000)

#### Igrzyska olimpijskie
- (2004)

### klubowe

#### Liga Mistrzów
- (2002)

#### Puchar EHF
- (2001, 2007, 2009)

#### Mistrzostwo Niemiec
- (2001)